# Pratt & Whitney Canada PW100
Pratt & Whitney Canada PW100 – rodzina turbośmigłowych silników lotniczych o mocach w zakresie od 2000 do 5000 KM (1500 do 3700 kW) produkowanych przez kanadyjski oddział Pratt & Whitney. Pierwszy silnik tego typu wszedł do użytku w roku 1984.

## Konstrukcja
Silnik PW100 został zbudowany w nietypowej konfiguracji jako trójwałowy silnik turbośmigłowy. Odśrodkowa sprężarka niskiego ciśnienia, napędzana przez jednostopniową turbinę niskiego ciśnienia, doładowuje odśrodkową sprężarkę wysokiego ciśnienia którą z kolei napędza jednostopniowa turbina wysokiego ciśnienia. Moc dostarczana jest do reduktora obrotów śmigła za pomocą trzeciego wału napędzanego niezależną dwustopniową turbiną. Taki układ umożliwia uruchomienie silnika z unieruchomionym śmigłem (tzw. "Hotel mode"), co z kolei umożliwia użytkowanie silnika jako APU bez konieczności montowania dodatkowego urządzenia dając wymierne korzyści w masie i stopniu komplikacji całego samolotu.

## Warianty

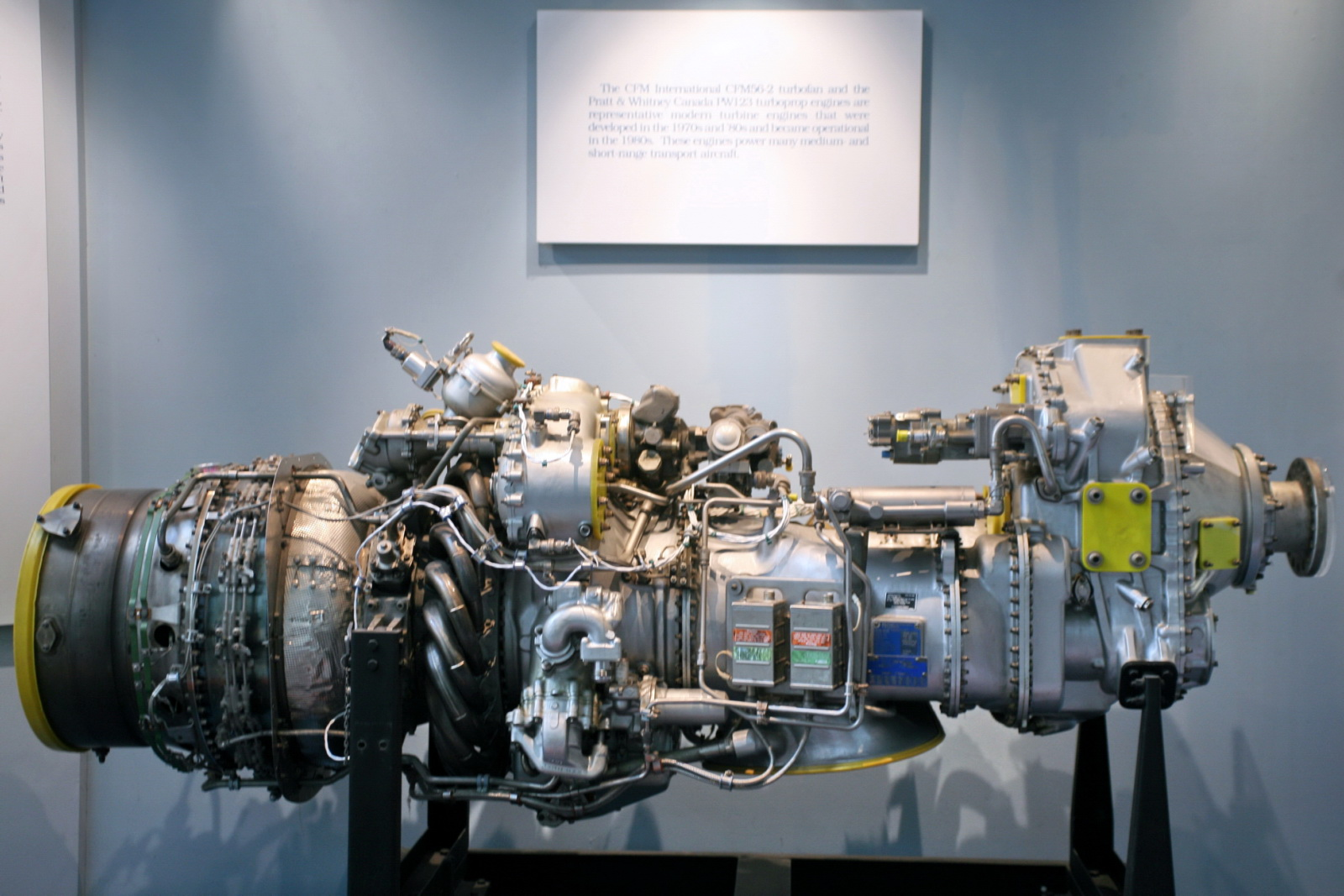
Pratt & Whitney Canada PW123

| Nazwa   | Moc (ESHP)        | Data certyfikacji | Uwagi                                                   |
| ------- | ----------------- | ----------------- | ------------------------------------------------------- |
| PW115   |                   |                   | Wycofany z produkcji, używany na Embraer 120 "Brasilia" |
| PW118   | 1892 KM (1411 kW) | 1986              | może zostać przebudowany na PW118A                      |
| PW118A  | 1893 KM (1412 kW) | 1987              | może zostać przebudowany na PW118B                      |
| PW118B  | 1892 KM (1411 kW) | 1996              |                                                         |
| PW119   |                   |                   | Wycofany z produkcji                                    |
| PW119A  | 1948 KM (1453 kW) | 1992              | może zostać przebudowany na PW119B                      |
| PW119B  | 1941 KM (1448 kW) | 1993              | może zostać przebudowany na PW119C                      |
| PW119C  | 1941 KM (1448 kW) | 1995              | może zostać przebudowany na PW119B                      |
| PW120   | 1787 KM (1333 kW) | 1983              | może zostać przebudowany na PW121                       |
| PW120A  | 1892 KM (1411 kW) | 1984              | może zostać przebudowany na PW121                       |
| PW121   | 2044 KM (1524 kW) | 1987              | może zostać przebudowany na PW120                       |
| PW121A  | 1992 KM (1465 kW) | 1995              |                                                         |
| PW123   | 2261 KM (1687 kW) | 1987              | może zostać przebudowany na PW123B, C, D lub E          |
| PW123AF | 2261 KM (1686 kW) | 1989              | może zostać przebudowany na PW123                       |
| PW123B  | 2262 KM (1687 kW) | 1991              | może zostać przebudowany na PW123                       |
| PW123C  | 2054 KM (1532 kW) | 1994              | może zostać przebudowany na PW123 lub D                 |
| PW123D  | 2054 KM (1532 kW) | 1994              | może zostać przebudowany na PW123 lub C                 |
| PW123E  | 2261 KM (1687 kW) | 1995              | może zostać przebudowany na PW123                       |
| PW124   |                   |                   | Wycofany z produkcji                                    |
| PW124A  |                   |                   | Wycofany z produkcji                                    |
| PW124B  | 2522 KM (1881 kW) | 1988              | może zostać przebudowany na PW123 lub PW127             |
| PW125   |                   |                   | Wycofany z produkcji                                    |
| PW125A  |                   |                   | Wycofany z produkcji                                    |
| PW125B  | 2261 KM (1687 kW) | 1987              |                                                         |
| PW126   | 2323 KM (1732 kW) | 1987              | może zostać przebudowany na PW123 lub PW126A            |
| PW126A  | 2493 KM (1859 kW) | 1989              | może zostać przebudowany na PW123 lub PW127D            |
| PW127   | 2619 KM (1953 kW) | 1992              | może zostać przebudowany na PW127C, E lub F             |
| PW127A  | 2620 KM (1954 kW) | 1992              | może zostać przebudowany na PW127B                      |
| PW127B  | 2619 KM (1953 kW) | 1992              |                                                         |
| PW127C  | 2880 KM (2148 kW) | 1992              |                                                         |
| PW127D  | 2880 KM (2148 kW) | 1993              | może zostać przebudowany na PW127B                      |
| PW127E  | 2516 KM (1876 kW) | 1994              | może zostać przebudowany na PW127M                      |
| PW127F  | 2619 KM (1953 kW) | 1996              | może zostać przebudowany na PW127M                      |
| PW127G  | 3058 KM (2281 kW) | 1997              |                                                         |
| PW127H  | 2880 KM (2148 kW) | 1998              |                                                         |
| PW127J  | 2880 KM (2148 kW) | 1999              |                                                         |
| PW127M  | 2619 KM (1953 kW) | 2007              |                                                         |
| PW150A  | 5071 KM (3782 kW) | 1998              |                                                         |

## Wykorzystanie
- ATR 42 (PW127E)
- ATR 72 (PW127F)
- BAe ATP (PW126)

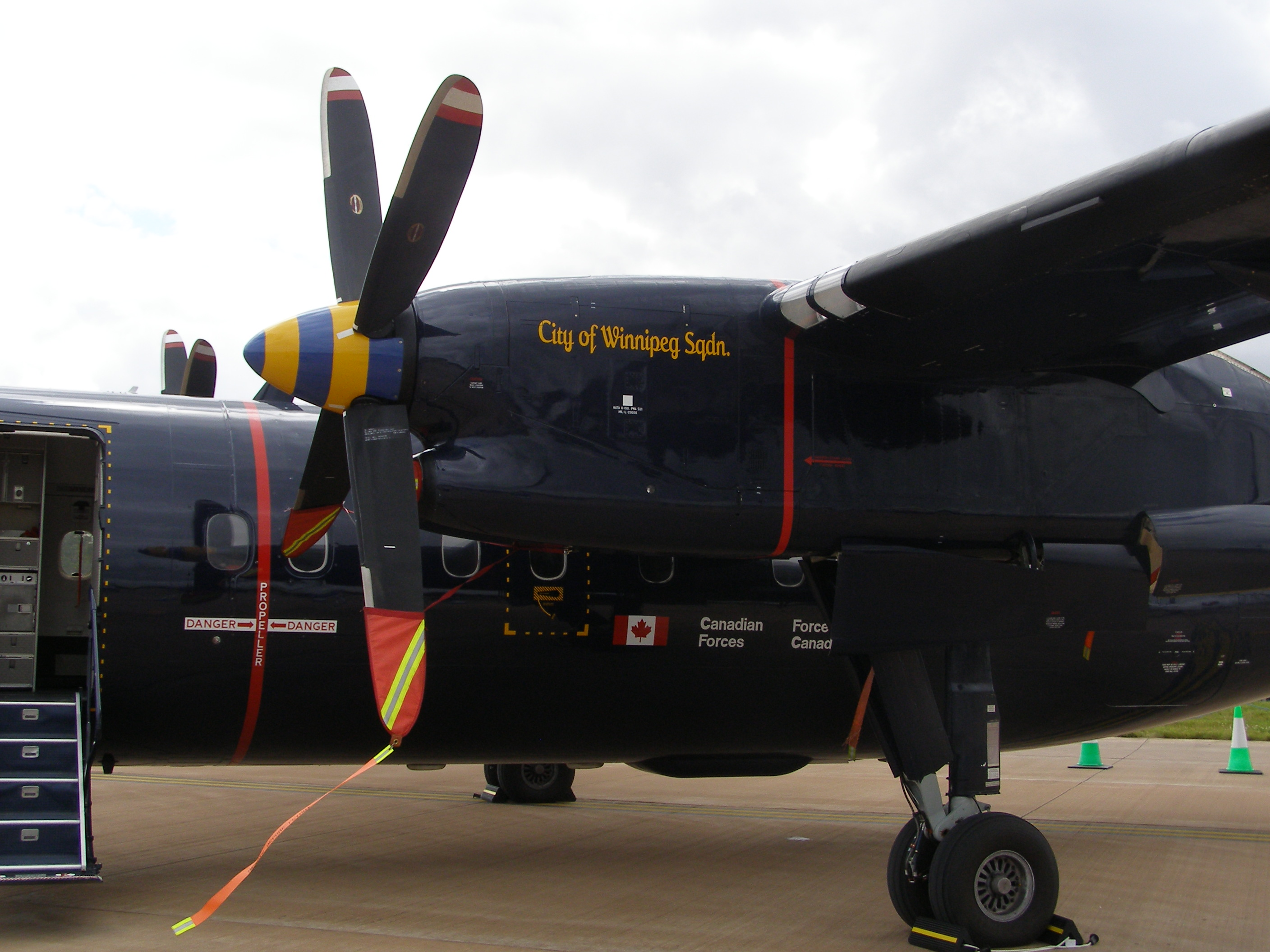
PW120A zabudowany na kanadyjskim CT-142

- Bombardier 415/Canadair CL-415 (PW123AF)
- Bombardier CL-215T (PW123AF)
- Bombardier Q100 (PW121)
- Bombardier Q200 (PW123)
- Bombardier Q300 (PW123)
- Bombardier Q400 (PW150)
- Dornier Do 328 (PW119)
- EADS CASA C-295 (PW127G)
- Embraer 120 "Brasilia" (PW118A)
- Euromil Mi-38 (PW127TS)
- Fokker 50 (PW125B)
- Fokker 60 (PW127B)
- Ilyushin Il-114 (PW127H)
- Xi’an MA60 (PW127J)